# Harvey Milk (együttes)
A Harvey Milk amerikai együttes. Többféle műfajban játszanak, főleg a doom metal, sludge metal, stoner rock műfajokban. Jellemző rájuk a kísérletezés.

## Története
1992-ben alakultak a Georgia állambeli Athens-ben. Nevüket az első nyíltan homoszexuális amerikai politikusról kapták. 1998-ban feloszlottak, de 2006-ban újraalakultak. Zenei hatásukként a Kiss (együttes), ZZ Top, Leonard Cohen, Led Zeppelin előadókat jelölték meg. Dolgozták már fel koncertjeik során Hank Williams countryénekes számait, illetve az R.E.M. „Reckoning” című albumát. Első nagylemezük 1994-ben jelent meg. A 2008-as „Life… The Best Game in Town” albumuk számít a karrierjük csúcspontjának, hiszen a brit Terrorizer Magazine is elismeréssel nyilatkozott a lemezről, illetve a Rock-a-Rolla magazin szavazásán is első helyet ért el. A zenekar turnézott is az album reklámozása érdekében. Ironikus módon Creston Spiers énekes a legrosszabb albumnak tartja. A lemez továbbá érdekes borítóval rendelkezik: egy félig leszakadt Iron Maiden poszter látható, mellette egy felakasztott szalmakalap. A borítón semmilyen információ nem található.
Az együttes összesen nyolc stúdióalbumot dobott piacra. Lemezkiadóik: Self Rising, Relapse Records, Reproductive Records, Tumult Records, Hydra Head Records. Sosem értek el kereskedelmi sikereket, de azért tisztességes rajongótábort alakult ki köréjük hazájukban, Amerikában. A Rate Your Music oldal szerint a hard rock műfajban is szerepelnek.

## Tagok
- Creston Spiers – ének, gitár (1992–1998, 2006–)
- Stephen Tanner – basszusgitár, gitár (1992–1998, 2006–)
- Kyle Spence – dobok (1996–1998, 2006–)

## Korábbi tagok
- Paul Trudeau - dobok (1992–1996, 2006–2007)
- Joe Preston - gitár (2008)

## Diszkográfia
- My Love is Higher Than Your Assessment of What My Love Could Be (1994)
- Courtesy and Good Will Towards Men (1996)
- The Pleaser (1997)
- Special Wishes (2006)
- Life...The Best Game in Town (2008)
- S/T - The Bob Weston Sessions (2009)
- Live at Supersonic (koncertalbum, 2010)
- A Small Turn of Human Kindness (2010)

## Egyéb kiadványok
- The Singles (válogatáslemez, 2003)
- The Kelly Sessions (válogatáslemez, 2004)
- Anthem (koncertalbum, CD + DVD, 2006)